# Exobiophilie

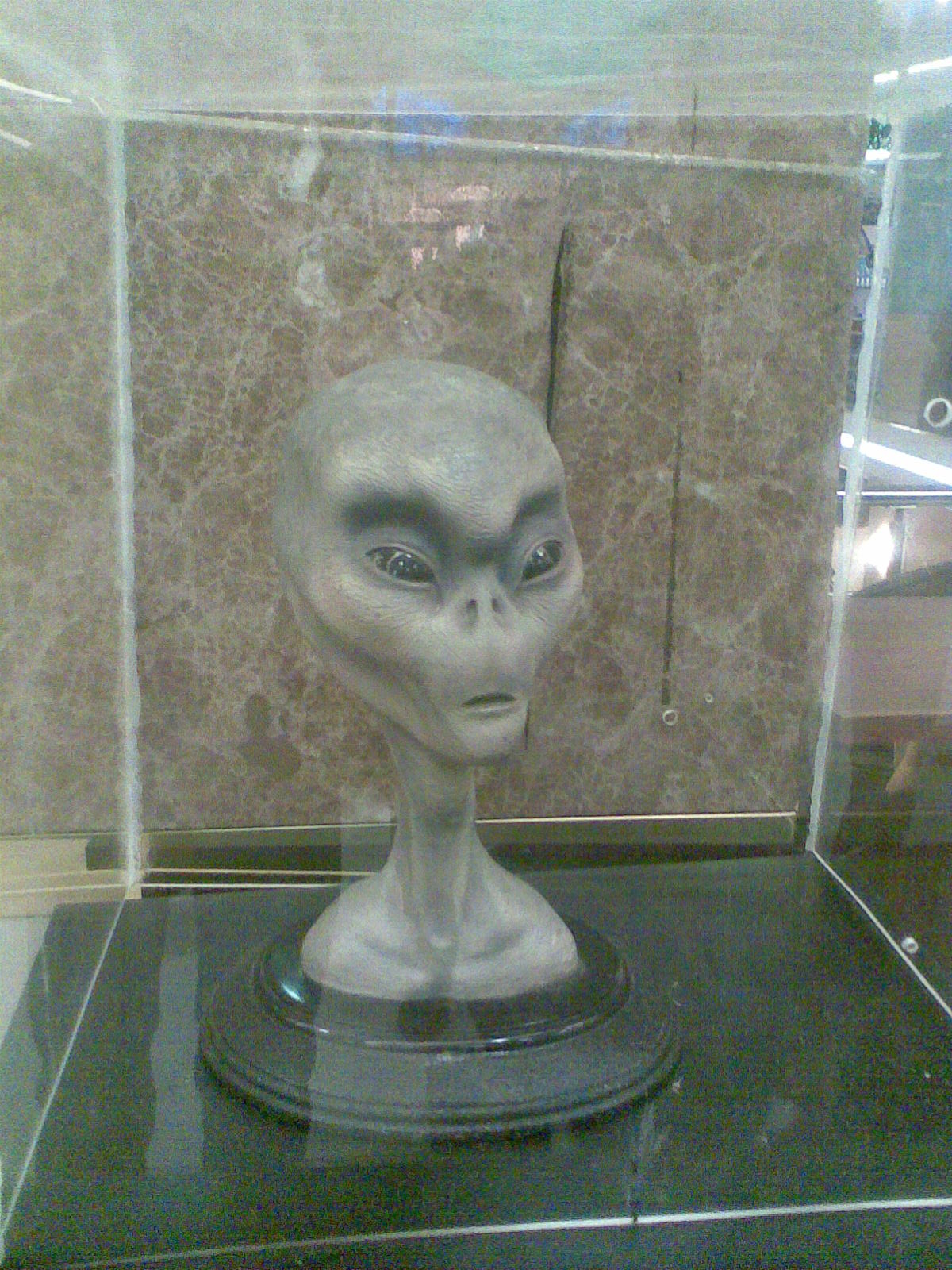
Représentation d'un extraterrestre au musée des UFO de Diyarbakır.

Ne doit pas être confondu avec exobiologie.
L'exobiophilie est une paraphilie dans laquelle un individu est sexuellement attiré par des extraterrestres,,.

## Exobiophilie au cinéma
- La Région sauvage (La región salvaje), film mexicain écrit et réalisé par Amat Escalante (2016).

## Citations
"J'aimerais faire l'amour avec des extraterrestres, c'est super excitant d'imaginer des relations intimes avec des non-humains" (Gillian Anderson)